# Michelle Richardson
Michelle Richardson es un personaje ficticio creado para la serie de televisión Skins por Bryan Elsley y Jamie Brittain.

## Descripción del personaje
Michelle es la novia de Tony. En apariencia, Michelle se muestra superficial y egoísta, cuando en realidad es bastante inteligente y se dedica mucho a su relación con Tony. Muchas veces demuestra lástima por el amor que le demuestra Sid, al que "ama como a un hermano".

## Temporada Uno
Al principio de la temporada Tony le promete a su mejor amigo Sid que va a perder su virginidad con una chica en una fiesta. Michelle decide que Cassie va a ser la chica con la que Sid pierda su virginad. Después de llegar a la fiesta Cassie no tiene ningún problema con el plan de Michelle y Tony, pero Sid no se decide a hacerlo.
A lo largo de toda la temporada Sid le muestra el amor que le tiene a Michelle pero todos sus intentos fueron omisos ya que Michelle es novia del mejor amigo de Sid, Tony. En un viaje a Rusia, Tony intentaba realizar sexo oral con Maxxie "buscando nuevas experiencias", sin saber que Michelle lo estaba viendo todo.
De regreso en Bristol y después de ver como su novio la engañaba con un hombre, enfurecida lo golpea y lo enfrenta adelante de todos. Se muestra a su egoísta y despreocupada madre, y la relación de esta con un hombre menor. Michelle conoce a un chico, hermano de Abigail, otra de las chicas con las que Tony la engañó, y comienzan una fugaz relación, pero Tony pierde el control y la separa definitivamente de él, a causa de sus impresionantes mentiras. Todo el grupo se aleja de Tony, incluso Michelle lo rechaza al éste intentar volver con ella.

## Temporada Dos
Tiempo después Michelle intenta regresar con Tony, pero simplemente éste sufre de disfunción eréctil debido a que le atropelló un autobús y no logran concretar la relación sexual. Ahí es cuando Michelle se da cuenta de que Tony ya no será el mismo de antes. La madre de Michelle se ha vuelto a casar con un millonario moderno que tiene una hija llamada Scarlet, la cual a Michelle no le agrada bastante. En el cumpleaños de Michelle se van de campamento, sin contar a Cassie y Tony, el cual resulta ser un desastre.
Sid habla con Michelle y le dice: "Estoy solo Michelle", Michelle responde: "Lo sé Sid", se besan y tienen relaciones sexuales. Al despertar, los dos regresan a la casa de Sid y suben al cuarto para volver a tener sexo, al abrir el cuarto comienzan a besarse pero se detienen ya que Cassie se encontraba en el cuarto y dice: "Hola Sid, Hola Michelle."
En el episodio de "Effy" Effy consigue que su hermano Tony y Michelle se reconcilien, pero Cassie sigue con resentimientos hacia Michelle. En el último episodio Tony se dirige a la Universidad Cardiff y Michelle a la Universidad de York, se despiden en buenos términos y con la decisión de ser más que una "buena pareja".